# Trachylepis betsileana
Trachylepis betsileana (бецілейська мабуя) — вид сцинкоподібних ящірок родини сцинкових (Scincidae). Ендемік Мадагаскару.

## Поширення і екологія
Бецілейські мабуї відомі за типовим зразком, зібраним на островаі Мадагаскар, в околицях міста Бетафо.